# 牛鬣獸
牛鬣獸（英語：Oxyaena）是已滅絕的肉齒目肉食性哺乳動物，生存於古新世晚期至始新世早期的北美洲（多數化石發現於科羅拉多州）。牠們有點像貓科，有較長及靈活的身軀，約有 1（3.3英尺） 長，四肢短小。較大型的種如 Oxyaena forcipata 估計其體重可達 20（44磅）。

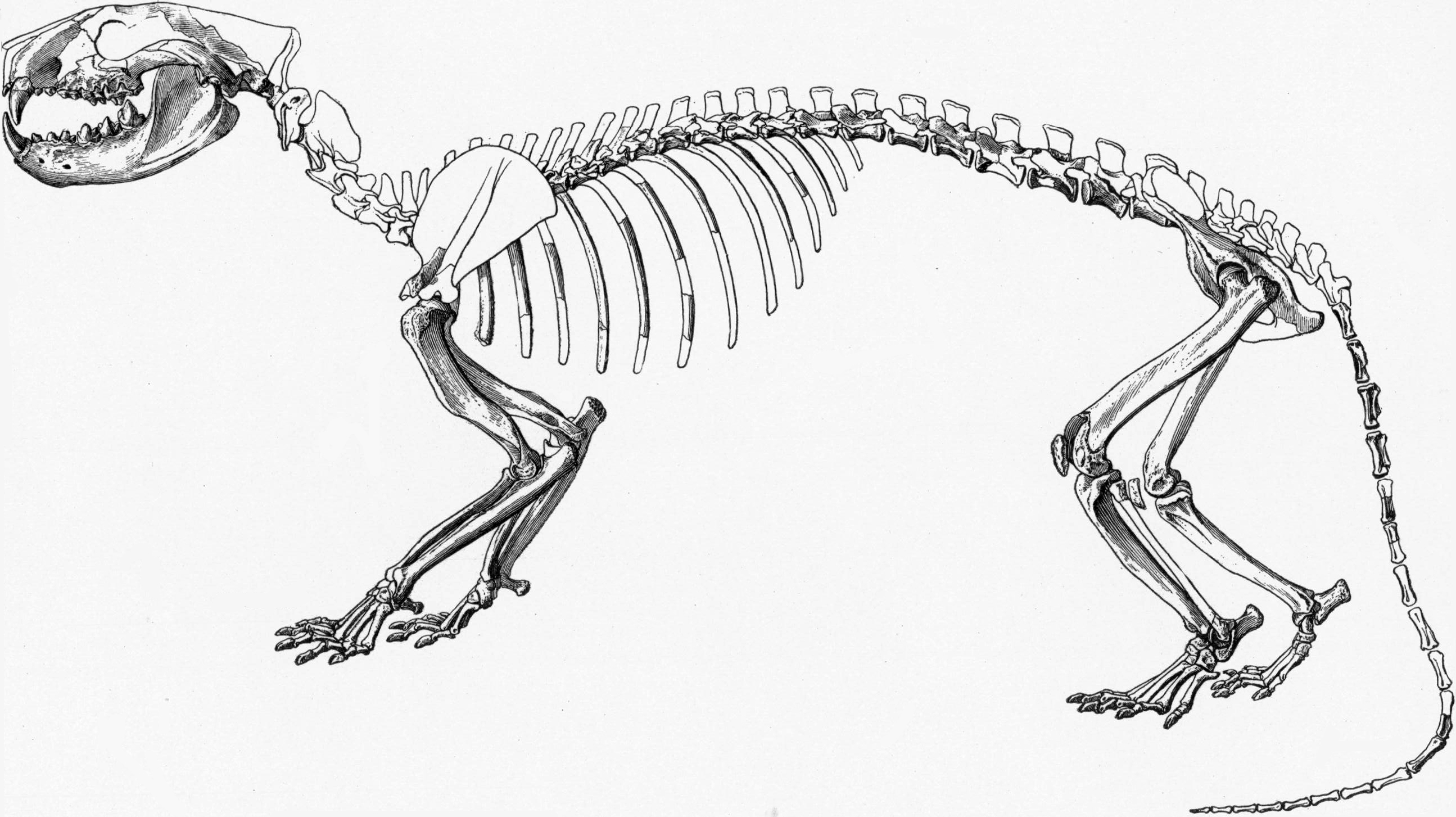
牛鬣獸骨架復原圖

牛鬣獸的頭顱骨長約 20（7.9英寸），闊而且低，有長及巨型的顎部。身體及尾巴都較長，四肢短小而有五趾。牠們可能仰賴視力與聽力來尋找獵物。牛鬣獸不像現存食肉目般是趾行的，而是蹠行的。有關牛鬣獸的習性所知不多，但相信有點像現今的貂熊。